# Stadhuis van Graz

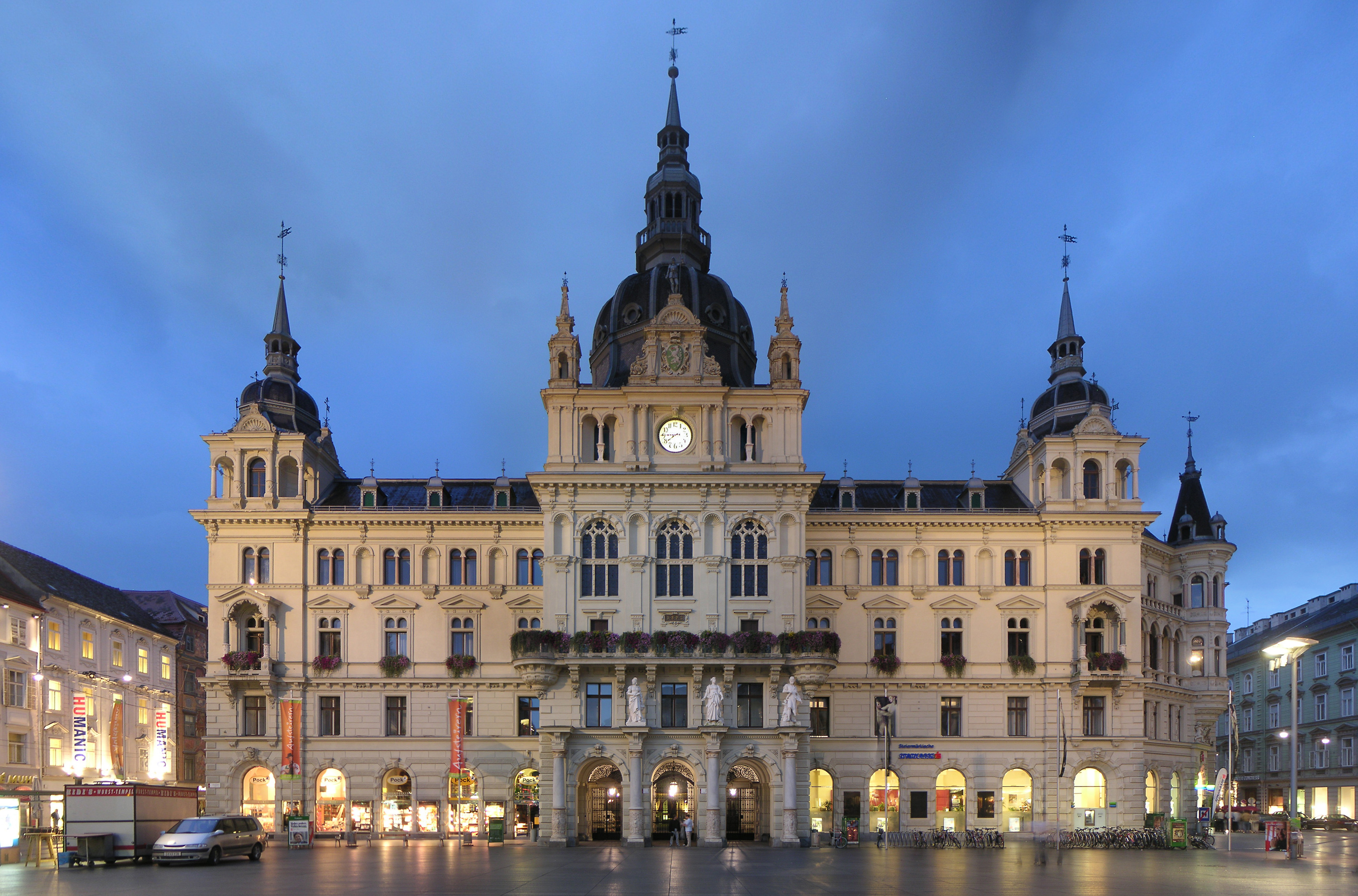
Vooraanzicht.

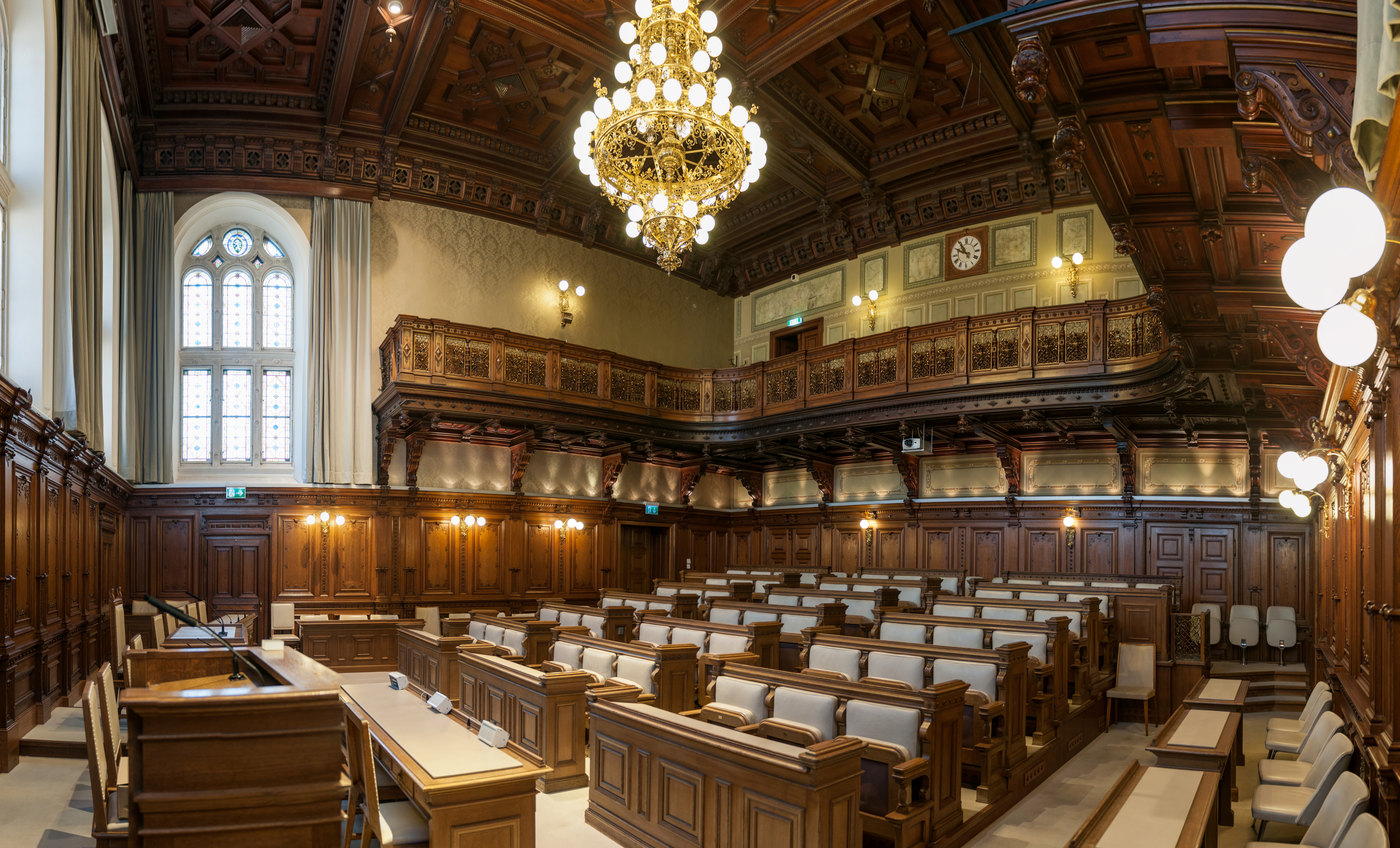

Het stadhuis van Graz herbergt de burgemeester en de gemeenteraad van de Oostenrijkse gemeente Graz.

## Geschiedenis
Het eerste stadhuis van Graz werd in 1450 gebouwd, maar werd al snel te klein. Een eeuw later, in 1550, werd er een groter stadhuis gebouwd op de locatie waar de huidige stadhuis ook staat. Enkel de hoeken hiervan werden voorzien van versieringen en het gebouw werd opgetrokken in renaissance stijl. In het gebouw was onder andere de gevangenis gevestigd. Dit gebouw heeft er gestaan tot begin 19e eeuw, waarna een nieuw stadhuis in classicistische stijl werd opgetrokken die aan het einde van de 19e eeuw nog een paar keer is uitgebreid. Hiervoor moesten enkele gebouwen aangekocht worden.